# Virgen de la Paloma (Piero di Cosimo)
La Virgen con el Niño o Virgen de la paloma es una pintura al óleo sobre tabla de álamo de 87 x 58 cm de Piero di Cosimo, de entre 1490 y primeros años del siglo XVI y conservada en el Louvre de París.

## Historia
La pintura formó parte de la colección Farnesio y estuvo expuesta en el Palacio del Jardín de Parma y en el Museo de Capodimonte de Nápoles. En 1802, se encontraba en Roma, en la iglesia de San Luis de los Franceses. La obra fue adquirida por el Louvre en fecha incierta, entre 1803 y 1804, como objeto del expolio napoleónico en el Reino de Nápoles. 

## Descripción y estilo
Piero de Cosimo representa a la Virgen y el niño Jesús en un plano cercano y un espacio restringido cuyo fondo está constituido por una estera, probablemente de tiras de cuero entretejido, con bordes decorados con motivos vegetales, con los bordados bien visibles.
María está sentada en el suelo, según el tipo antiguo de la Virgen de la Humildad, con la cabeza ligeramente inclinada hacia su derecha, la mirada llena de dulzura teñida de melancolía y la mirada baja hacia un libro de oraciones abierto sobre un parapeto de piedra en primer plano. Tiene la cabeza y los hombros cubiertos por un mantón de lino fino recamado, ajustado al cuello y anudado en su parte inferior. Este accesorio entonces de boga en la moda, también fue pintado por otros pintores italianos del Renacimiento, como Rafael en la Virgen de la silla, Sandro Botticelli en la Virgen del Magnificat o Domenico Ghirlandaio en la Visitación (la joven mujer a la izquierda), un fresco en la Capilla Tornabuoni de la Basílica de Santa María Novella de Florencia.
María sostiene a su Hijo con un agarre maternal que impide al Niño escapar mientras se resiste tiernamente. De hecho, inclinándose hacia delante el pequeño bebé rollizo, con el índice de la mano derecha, señala una paloma blanca también con aureola, símbolo del Espíritu Santo, posada sobre el parapeto. La mano izquierda se apoya en la de su Madre.
La atmósfera de la pintura es íntima, tranquila y silenciosa. La expresión de la Virgen, impregnada de dulzura materna y melancolía meditativa, traduce la doble naturaleza de Cristo y el misterio de su encarnación como hijo de Dios.